# Prodănești (rejon Florești)
Prodănești – miejscowość i gmina w Mołdawii, w rejonie Florești. W 2014 roku liczyła 1802 mieszkańców.